# Робин Тани
Робин Тани (енгл. Robin Tunney; Чикаго, 19. јун 1972) америчка је глумица. Позната је по својој улози Терезе Лисбон у телевизијској серији Менталиста (енгл. The Mentalist) у којој је глумила од 2008. до 2015. године, као и по претходним улогама у филмовима Човек из Енсина (енгл. Encino Man) из 1992, Емпајер рекордс (енгл. Empire Records) из 1995, Ковен (енгл. The Craft) из 1996, Последњи дани из 1999. и Супернова (енгл. Supernova) и Вертикална граница (енгл. Vertical Limit) из 2000. године, те улози у телевизијској серији Бекство из затвора (енгл. Prison Break) где је глумила од 2005. до 2006. године.

## Детињство и младост
Танијева је рођена у Чикагу (Илиноис, САД), као ћерка продавца аутомобила и барменке. Она је Американка ирског порекла; отац јој је рођен у Стрејду (Округ Мејо, Ирска), док су јој баба и деда с мајчине стране били из Клер Ајланда. Одрасла је у Орланд Парку, југозападном предграђу Чикага. Одгојена је у римскокатоличкој породици, а похађала је Средњу школу „Карл Сандберг” (енгл. Carl Sandburg High School) у Орланд Парку и Чикашку академију за уметности (енгл. Chicago Academy for the Arts) у Чикагу, боравивши у Пејлос Хајтсу, такође на подручју Чикага. Рођака је градског већника Тома Танија.

## Каријера
Са 19. година, Танијева се преселила у Лос Анђелес (Калифорнија, САД) где је добила неколико понављајућих улога у серијама Класа ’96 (енгл. Class of '96), Закон и ред (енгл. Law & Order), Само сањај (енгл. Dream On) и Живот иде даље (енгл. Life Goes On). Њена улога за пробијање леда била је улога тинејџерке са обријаном главом и суицидалним намерама у Емпајер рекордсу (енгл. Empire Records), а додатну пажњу задобила је играјући вештицу у филму Ковен (енгл. The Craft).
Танијева је 1997. године играла у филму (свог тадашњег мужа) Боба Госија под именом Нијагара, Нијагара заједно са Хенријем Томасом, а ова улога јој је донела награду Волпијев куп за најбољу глумицу на Филмском фестивалу у Венецији 1997. године. Танијева је такође играла супарника Арнолда Шварценегера у натприродном филму Последњи дани из 1999. године.
Појавила се у пилот епизоди серије Доктор Хаус као учитељица из обданишта која се срушила пред својим разредом и стекла афазију; улога јој је приписана као „специјални гост-звезда” (енгл. special guest star). Играла је лик Веронике Донован у првој сезони Бекства из затвора, где јој је била приписана трећа након двеју улога главног двојца, а серију је напустила након премијерне епизоде друге сезоне. Имала је споредну улогу у филму Август (енгл. August) који је изашао 11. јула 2008. године. Танијева је такође глумила противника Сајмона Бејкера у Си-Би-Есовој драмској серији Менталиста (енгл. The Mentalist), играјући лик Терезе Лисбон.

## Лични живот
Робин Тани се 4. октобра 1997. године удала за продуцента и режисера Боба Госија; развели су се 2006. године. Године 2009, заручила се са аустралијским сценаристом и режисером Ендруом Домиником, али су своју веридбу раскинули до августа 2010. Танијева се 25. децембра 2012. године верила са дизајнером ентеријера Никијем Марметом, док је била на одмору у Рио де Жанеиру.
Дана 15. маја 2016. године је објавила на Инстаграму да очекује своје прво дете; 5. јула је открила да је 23. јуна исте године родила своје прво дете, сина по имену Оскар Холи Мармет.
Танијева је 28. јуна 2006. године освојила пети сто Бравоовог Покер обрачуна славних (енгл. Celebrity Poker Showdown), у осмој сезони ове ТВ игре, пласиравши се испред Кристофера Мелонија, Мејси Греј, Џој Бехар и Ендија Дика и тако прошавши у финалну емисију. Финале је емитовано 5. јула 2006. године, а она се такмичила против Џејсона Александера, Мајкла Ијана Блека, Ајде Сајконолфи и Кигана-Мајкла Кеја. Танијева је завршила на другом месту, после Александера, зарадивши 200.000 долара за Дечји здравствени фонд (енгл. The Children's Health Fund). Августа 2006, Танијева је играла у Светској серији покера (енгл. World Series of Poker) након што су јој трошкове за улазак у игру уплатили из онлајн собе за картање PokerRoom.com.

## Филмографија
| Улоге Робин Тани |                                           |               |                         |                               |
| Година           | Српски назив                              | Изворни назив | Улога                   | Напомена                      |
| 1992.            | Човек из Енсина                           |               | Ела                     |                               |
| 1995.            | Емпајер рекордс                           |               | Дебра                   |                               |
| 1996.            | Ковен                                     |               | Сара Бејли              |                               |
| 1996.            | Јахачи љубичасте саге                     |               | Елизабет „Бес” Ерн      |                               |
| 1997.            | Џулијан По                                | Julian Po     | Сара                    |                               |
| 1997.            | Нијагара, Нијагара                        |               | Марси                   |                               |
| 1998.            | Монтана                                   |               | Кити                    |                               |
| 1998.            | Спасиоци: Приче о смелости — Две породице |               | Мелвина „Малка” Чизмади |                               |
| 1999.            | Последњи дани                             |               | Кристин Јорк            |                               |
| 2000.            | Вертикална граница                        |               | Ени Гарет               |                               |
| 2000.            | Супернова                                 |               | Даника Ланд             |                               |
| 2001.            | Истражујући секс                          |               | Зои                     |                               |
| 2002.            | Тајни животи зубара                       |               | Лора                    |                               |
| 2002.            | Неговање                                  |               | Зои                     |                               |
| 2003.            | Аби Сингер                                |               | Робин Тани              | камео                         |
| 2003.            | Тазбина                                   |               | Анџела Харис            |                               |
| 2004.            | Папараци                                  |               | Аби Ларами              |                               |
| 2004.            | Сенка страха                              |               | Вин Френч               |                               |
| 2005.            | Зодијак                                   |               | Лора Париш              |                               |
| 2005.            | Бекство                                   |               | Карли                   |                               |
| 2006.            | Холивудленд                               |               | Леонор Лемон            |                               |
| 2006.            | Дарвинова награда                         |               | Зои                     |                               |
| 2006.            | Отвори прозор                             | Open Window   | Изи                     |                               |
| 2008.            | Август                                    |               | Мелани Хансон           |                               |
| 2008.            | Горућа равница                            |               | Лора                    |                               |
| 2008.            | Два господина Кисела                      |               | Ненси Кисел             |                               |
| 2009.            | Сувозачева страна                         |               | Тереза                  |                               |
| 2012.            | Девојка у бекству                         |               | Еми                     |                               |
| 2015.            | Мој ол-американ                           |               | Глорија Стајнмарк       |                               |
| Телевизија       |                                           |               |                         |                               |
| 1992.            | Пери Мејсон: Случај неуморног Ромеа       |               | Сандра Тарнер           | филм                          |
| 1993.            | Џеј-Еф-Кеј: Неуморна омладина             |               | Кетлин „Кик” Кенеди     | филм                          |
| 1993.            | Катерси                                   |               | Дебора                  | 5 еп.                         |
| 1994.            | Закон и ред                               |               | Џил Темплтон            | еп.:                          |
| 2003.            | Зона сумрака                              |               | Еди Дурант              | еп.:                          |
| 2004.            | Доктор Хаус                               |               | Ребека Адлер            | пилот                         |
| 2005—2006.       | Бекство из затвора                        |               | Вероника Донован        | 23 еп.: 1. сез. и еп. 2. сез. |
| 2008—2015.       | Менталиста                                | Тереза Лисбон | ТВ серија               | 151 еп.                       |
| 2016.            | Љубав                                     |               | Жена из                 | еп.:                          |

## Награде и номинације
| Година | Асоцијација                      | Категорија | Номиновани рад              | Резултат   |
| ------ | -------------------------------- | --- | --------------------------- | ---------- |
| 1997.  | МТВ филмска награда              | Најбоља туча (енгл. Best Fight) (заједно са Фајрузом Балк)                                                                        | Ковен (енгл. )              | Освојено   |
| 1997.  | Волпијев куп                     | Најбоља глумица (енгл. )                                                                                                | Нијагара, Нијагара (енгл. ) | Освојено   |
| 1999.  | Награда Спирит                   | Најбоља женска главна улога (енгл. )                                                                                    | Нијагара, Нијагара (енгл. ) | Номинација |
| 2001.  | Награда Блокбастер ентертејнмент | Омиљена глумица — акција (енгл. )                                                                                       | Вертикална граница (енгл. ) | Номинација |
| 2006.  | Филмски фестивал у Бостону       | Награда фестивала (енгл. )                                                                                              | Отвори прозор (енгл. )      | Освојено   |
| 2009.  | Награда Избор народа             | Најбоља нова серија (енгл. ) (заједно са Сајмоном Бејкером, Амандом Ригети, Овејном Јоменом и Тимом Кангом)             | Менталиста (енгл. )         | Освојено   |
| 2015.  | Награда Избор народа             | Најбоља крими драмска ТВ серија (енгл. ) (заједно са Сајмоном Бејкером, Амандом Ригети, Овејном Јоменом и Тимом Кангом) | Менталиста (енгл. )         | Номинација |
| 2015.  | Награда Избор народа             | Најбоља глумица у крими драмској ТВ серији (енгл. Favorite TV Crime Drama Actress)                                                                     | Менталиста (енгл. )         | Номинација |